# Марк Фонтей (наместник Галлии)
Марк Фонте́й (лат. Marcus Fonteius; умер после 68 года до н. э.) — римский военачальник и политический деятель из плебейского рода Фонтеев. Три года управлял провинцией Нарбонская Галлия, в 69 году до н. э. был привлечён к суду за злоупотребления властью. Его защищал Марк Туллий Цицерон, речь которого частично сохранилась. Об исходе процесса ничего не известно.

## Биография
Марк Фонтей принадлежал к старинному плебейскому роду, происходившему из Тускула и известному со времён Второй Пунической войны. Многие представители этого рода занимали в Риме преторские должности. Отец Марка, преномен которого неизвестен, был легатом в 91 году до н. э. при проконсуле Квинте Сервилии. Его убили вместе с проконсулом жители Аускула, что стало сигналом к началу Союзнической войны.
Основным источником, рассказывающим о жизни Марка Фонтея, является частично сохранившаяся речь, произнесённая в его защиту Марком Туллием Цицероном. Благодаря этой речи известно, что в начале своей карьеры Фонтей занимал должности триумвира и квестора, причём обе «давали в его руки и в его распоряжение огромные суммы денег». Исследователи предполагают, исходя из этих слов, что Марк был монетным триумвиром и городским квестором. Квестура предположительно датируется первыми годами после принятия Валериева закона о долгах — 85 или 84 годом до н. э.
В те времена Фонтей поддерживал марианцев, но в 83 году до н. э., когда в Италии высадился Луций Корнелий Сулла, Марк перешёл на его сторону. Позже он был легатом в Дальней Испании (предположительно в 81 году до н. э., при проконсуле Гае Аннии Луске) и в Македонии, которую он защитил от набега фракийцев. Возможно, во втором случае начальником Фонтея был Аппий Клавдий Пульхр, умерший в своей провинции в 76 году до н. э. Тогда эта смерть позволила Марку тут же вернуться в Рим и добиться избрания претором на следующий год. Впрочем, согласно другой версии, Фонтей был претором не в 75, а в 77 году до н. э.
О претуре Марка источники ничего не сообщают. Известно, что Фонтей три года управлял провинцией Нарбонская Галлия, и это могли быть 75—73, 74—72 или 76—74 годы до н. э. (наместничество могло начаться как во время претуры, так и после неё). Рим тогда вёл войны по всему Средиземноморью — с Митридатом в Малой Азии, с фракийцами на Балканах, с марианцем Квинтом Серторием в Испании. В провинции Марка зазимовала однажды армия Гнея Помпея Великого, воевавшая с Серторием (74/73 год до н. э.), а главными задачами наместника Галлии стали формирование подкреплений, сбор денег и продовольствия для военных нужд. Цицерон рассказывает в самых общих чертах о каких-то военных успехах Фонтея — по-видимому, это было подчинение отдельных галльских племён на границе.
Вскоре после возвращения в Рим Марк был привлечён к суду за злоупотребления властью. Галлы, недовольные реквизициями, направили в столицу своё посольство во главе со старейшиной аллоброгов Индуциомаром, последний обратился за помощью к патрону своему племени Марку Фабию, а тот, в свою очередь, нашёл обвинителя — Марка Плетория Цестиана. Защитником стал Марк Туллий Цицерон. Во вступительной части своей речи оратор противопоставил этот судебный процесс другому, где он обвинял другого экс-наместника (Гая Верреса) в аналогичных преступлениях. Соответственно процесс Фонтея датируется 69 годом до н. э.
Речь Цицерона в защиту Фонтея сохранилась не полностью. В уцелевшей части текста оратор констатирует, что правление подзащитного, связанное с лишениями для галлов, было благотворным для Республики, для римских граждан, имевших интересы в Галлии, и для старых союзников Рима в этом регионе (в частности, для Нарбоны и Массилии). Он причисляет Фонтея к тем малочисленным нобилям, у которых есть выдающиеся воинские заслуги, и просит судей на этом основании вынести оправдательный приговор. Каким был исход процесса, неизвестно. В 68 году до н. э. Цицерон сообщает своему другу Аттику, что Фонтей купил дом в Неаполе, и это может означать, что бывшему наместнику Галлии пришлось уйти в изгнание.
Семья
На момент процесса у Марка Фонтея не было ни жены, ни детей: Цицерон, перечисляя его близких, называет только мать и сестру.